# South Sioux City (Nebraska)
South Sioux City es una ciudad ubicada en el condado de Dakota en el estado estadounidense de Nebraska. En el Censo de 2010 tenía una población de 13353 habitantes y una densidad poblacional de 865,62 personas por km².

## Geografía
South Sioux City se encuentra ubicada en las coordenadas 42°27′49″N 96°24′53″O / 42.46361, -96.41472. Según la Oficina del Censo de los Estados Unidos, South Sioux City tiene una superficie total de 15.43 km², de la cual 14.78 km² corresponden a tierra firme y (4.2%) 0.65 km² es agua.

## Demografía
Según el censo de 2010, había 13353 personas residiendo en South Sioux City. La densidad de población era de 865,62 hab./km². De los 13353 habitantes, South Sioux City estaba compuesto por el 62.67% blancos, el 4.68% eran afroamericanos, el 3.05% eran amerindios, el 2.88% eran asiáticos, el 0.16% eran isleños del Pacífico, el 23.76% eran de otras razas y el 2.8% pertenecían a dos o más razas. Del total de la población el 45.29% eran hispanos o latinos de cualquier raza.